# Fred Beir
Frederick Edwin Beir (* 21. September 1927 in Niagara Falls, New York; † 3. Juni 1980 in Hollywood, Kalifornien) war ein US-amerikanischer Schauspieler.

## Leben
Beir erhielt nach seinen 1950 begonnenen Anfängen im Fernsehen 1954 seine erste Kinorolle in Die Teufelspassage. Er konnte sich aber als Filmschauspieler nicht durchsetzen; mit zahlreichen Fernsehrollen entwickelte er sich jedoch zum gefragten Gaststar für viele Serien, wo er vornehmlich in Abenteuer-, Detektiv- und Westernepisoden zu sehen war. 1964 versuchte er, wie etliche amerikanische Fernsehdarsteller, im italienischen und spanischen Genrekino Fuß zu fassen. Nach zwei Italowestern folgte jedoch lediglich noch ein Agentenfilm, sodass Beir seine Fernsehkarriere weiter betrieb. Dabei hatte er 1977/1978 in der Soap Days of Our Lives die wiederkehrende Rolle des „Larry Atwood“ inne.
Beir war von 1967 bis 1969 mit seiner Schauspielkollegin Sheila Wells verheiratet, mit der er eine 1969 geborene Tochter hatte. Er starb mit 52 Jahren an einer Krebserkrankung.

## Filmografie (Auswahl)
- 1954: Die Teufelspassage (Border River)
- 1960: Kein Fall für FBI (The Detectives, Fernsehserie, 1 Folge)
- 1964: Für drei Dollar Blei (Tre dollari di piombo)
- 1964: Die verdammten Pistolen von Dallas (Las malditas pistolas de Dallas)
- 1966: Aktion Todesmole 83 (Missione mortale molo 83)
- 1971: Am hellichten Tag (In Broad Daylight) (Fernsehfilm)
- 1971: Die Organisation (The Organization)
- 1974: Der Nachtjäger (Kolchak: The Night Stalker)
- 1976: Barnaby Jones (Fernsehserie, 1 Folge)
- 1977: Tote Killer morden nicht (The Mask of Alexander Cross) (Fernsehfilm)
- 1977–1984: Zeit der Sehnsucht (Days of Our Lives, Fernsehserie, 84 Folgen)
- 1978: Dallas (Fernsehserie, 3 Folgen)
- 1979, 1980: Lou Grant (Fernsehserie, 2 Folgen)